# Albert Bendix

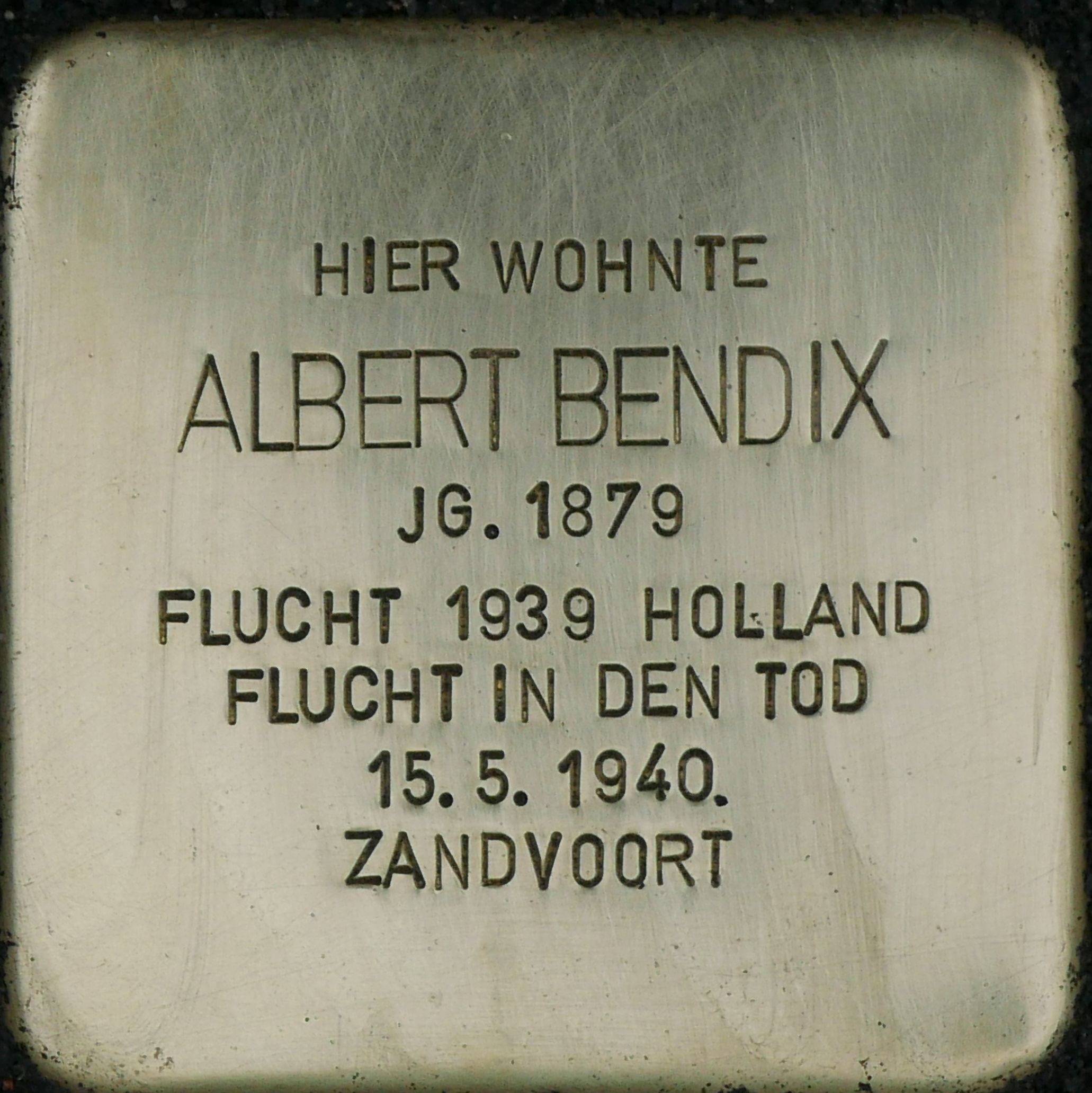
Stolperstein für Albert Bendix, neuverlegt am 26. September 2019 (Hültzstraße 24)

Albert Bendix (geboren 12. August 1879 in Dülmen; gestorben 15. Mai 1940 in Zandvoort, Niederlande) war ein deutscher Bankier und Opfer des Nationalsozialismus.

## Biographie
Albert Bendix wurde 1879 als einer von acht Söhnen in eine angesehene jüdische Familie in Dülmen geboren, die dort seit Anfang des 19. Jahrhunderts ansässig war; seine Eltern waren Friederike (geborene Koppel, 1847–1894) und der Kaufmann Pins Bendix (1835–1915). Albert Bendix erlernte den Beruf des Bankkaufmanns. Spätestens ab 1914 war er Direktor und Leiter der Kölner Niederlassung des Barmer Bankvereins, ab 1920 zudem persönlicher haftender Gesellschafter der Bank. Bis zur von der Reichsregierung angeordneten Verschmelzung des Barmer Bankvereins Hinsberger, Fischer & Comp. mit der Commerz- und Privat-Bank im Jahre 1932 blieb er Gesellschafter, bis 1937 Filialleiter in Köln. Bendix war Litauischer Konsul für Westfalen, die Rheinprovinz und den oldenburgischen Landesteil Birkenfeld. Zudem war er Aufsichtsratsmitglied mehrerer Industrieunternehmen, wie der L. Minlos & Co. AG zur Produktion von Seifen und Waschmitteln in Köln-Ehrenfeld. Gemeinsam mit Robert Pferdmenges saß er im Vorstand der Vereinigung der Banken und Bankiers in Rheinland und Westfalen.
Ab dem Wintersemester 1925/26 hatte Albert Bendix einen Lehrauftrag für Bankbetriebslehre an der Universität zu Köln. Von 1933 bis 1939 war er Vorsitzender der Kölner Synagogengemeinde.
1939 floh Bendix gemeinsam mit seiner Frau Bertha (geborene Löwenberg), seinem Sohn Hans-Joseph und seiner Schwägerin Henriette Löwenberg in die Niederlande, wo sie auf Visa für die USA warteten. Am 15. Mai 1940, einen Tag nach der Besetzung der Niederlande durch die deutsche Wehrmacht, nahmen sich alle vier in Zandvoort mit Gas das Leben. Die Familie wurde ein Jahr später in Haarlem auf dem dortigen jüdischen Friedhof beerdigt.
Für Albert Bendix, seine Ehefrau und sein Sohn sowie seine Schwägerin wurde am 26. September 2019 vor seinem letzten Wohnort in Köln-Braunsfeld, Hültzstraße 24, ein Stolperstein verlegt.

## Familie
Der älteste Bruder von Albert Bendix, Joseph Bendix (geboren 1874), war als Regierungsbaumeister und Ingenieur für die Otavi Minen- und Eisenbahn-Gesellschaft in Deutsch-Südwestafrika tätig und schloss sich während des sogenannten „Hereroaufstands“ als Leutnant der Reserve der Kaiserlichen Schutztruppe an. Am 13. März 1904 wurde er beim Gefecht von Owikokorero  getötet. Der Bruder Max starb 1920 im Alter von 39 Jahren und hinterließ eine Familie. Der Bruder Leopold (geboren 1895) emigrierte in die USA, wo er zu einem unbekannten Datum starb. Julius Max (geboren 1883) und seine Frau Rosalie wurden 1943 in Auschwitz ermordet; für ihn wurde ein Stolperstein vor dem Haus Klettenberggürtel 11 verlegt. Drei weitere Brüder – Isaac, Levi und Otto – starben in jungen Jahren noch im 19. Jahrhundert, zwei von ihnen im Jahr ihrer Geburt, Levi im Alter von 18 Jahren.
Ein Cousin zweiten Grades von Albert Bendix war der Textil-Unternehmer Paul Bendix.

## Schriften
- Aus  der  Vorgeschichte  zum  Bau  der  Synagoge  Glockengasse. In:  Gedenkblatt  anlässlich  des  75jährigen  Bestehens  der  Synagoge  Glockengasse.  Beilage  zum  Gemeindeblatt  f[ür]  d[ie]  jüdischen  Gemeinden  in  Rheinland  und Westfalen, Nr. 37, 11. September 1936, o.P.